# علم البيئة الاجتماعي

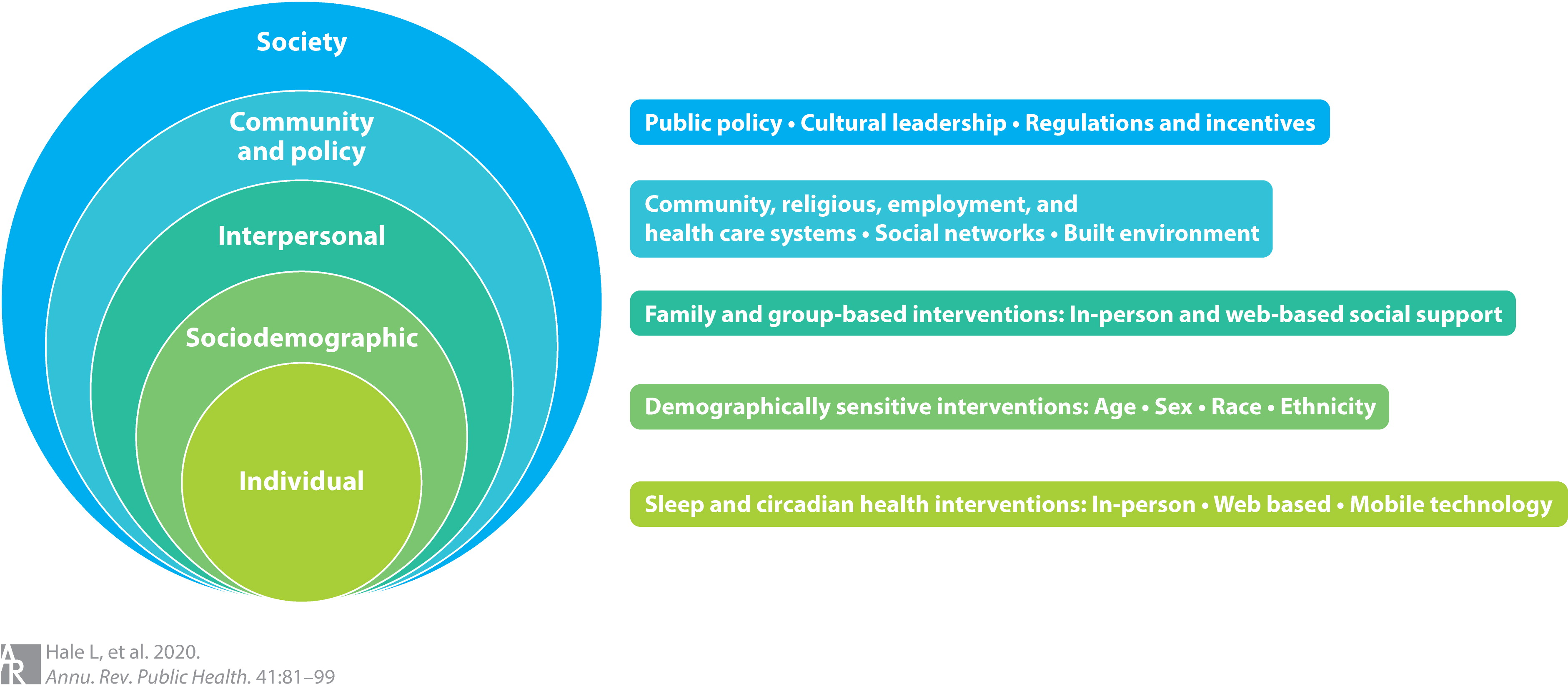

علم البيئة الاجتماعي (Social Ecology) (أيكولوجية اجتماعية) هو منهج علمي لكيفية تأثر الهيكل الاجتماعي وتنظيمه ببيئة الكائن الحي. ويتعلق علم الاجتماع البيئي بعلم الاجتماع، والقائم على دراسة المجتمع والبيئة. وعلى وجه الخصوص، يتم استخدام المصطلح في علم البيئة البشرية، وهي دراسة التفاعل بين البشر وبيئته.

## وصلات خارجية
- Socioecology Research Today (free online)